# Fernando de la Granja Santamaría
Fernando de la Granja Santamaría (Madrid, 1928 – 24 de febrer de 1999) fou un arabista i historiador espanyol, acadèmic de la Reial Acadèmia de la Història.

## Biografia
Pertanyia una família modesta, i estudià filosofia i lletres a la Universitat de Madrid i va aprendre àrab d'Emilio García Gómez, llengua que va perfeccionar fent el servei militar a Larraix i Tetuan i en una estada a Egipte gràcies a una beca entre 1953 i 1955. De 1955 a 1959 fou professor d'àrab a la facultat de filologia de la Universitat Complutense de Madrid. Després d'estar un temps treballant per al Ministeri d'Afers Exteriors fou contractat novament com a professor adjunt el 1961 i com a catedràtic de llengua àrab de la Universitat de Saragossa el 1964. El 1968 fou transferit a la càtedra de la Universitat Autònoma de Madrid.
Va investigar la poesia andalusí i la seva influència en la literatura espanyola posterior, i el 1960 va presentar una tesi cultural sobre la traducció del Fadalat Al-Jiwan. Durant anys va treballar amb Elías Terés Sádaba i Manuel Alvar López. El 1996 va ingressar a la Reial Acadèmia de la Història.

## Obres
- La cocina arabigoandaluza según un manuscrito inédito. Tesi doctoral. Madrid, Facultad de Filosofía y Letras, 1960
- La Marca Superior en la obra de al-'Udri. Zaragoza: Escuela de Estudios Medievales. C.S.I.C., 1966
- Precedentes y reminiscencias de la cultura y el folklore árabes en el Siglo de Oro (1996)
- Maqamas y risálas andaluzas. Traducciones y Estudios (1997)
- Estudios de historia de Al Andalus (1999)